# Piet van Neer
Piet van Neer (Tilburg, 8 februari 1935 – Berkel-Enschot, 9 augustus 2015) was een Nederlands voetballer die als doelman speelde. Van Neer speelde voor Willem II, waarmee hij in het seizoen 1954/55 als reservedoelman achter Chris Feijt landskampioen werd en in 1962/63 de KNVB beker won, en voor MVV Maastricht.